# Артамонов, Алексей Алексеевич
Алексе́й Алексе́евич Артамо́нов (11 [24] января 1916 — 30 июля 1941) — участник Великой Отечественной войны, младший лётчик 168-го истребительного авиационного полка 45-й смешанной авиационной дивизии ВВС 18-й армии Южного фронта, Герой Советского Союза (1942), лейтенант.

## Биография
Родился 24 января 1916 года в с. Николо-Павловское (ныне — в Горноуральском городском округе Свердловской области) в крестьянской русской семье.
Окончил школу ФЗУ в городе Кунцево (позднее Кунцевский район Москвы), затем работал слесарем, учился в Кунцевском аэроклубе.
В Красной Армии с 1939 года. Окончил 1-ю Качинскую Краснознамённую военную авиационную школу пилотов имени А. Ф. Мясникова.
В первые недели Великой Отечественной войны произвёл 37 боевых вылетов на истребителе И-16.
30 июля 1941 года лейтенант Алексей Артамонов находился на аэродроме в составе дежурного звена. В конце дня над аэродромом появился воздушный разведчик противника «Hs-126». А. Артамонов первым поднялся в воздух на перехват «Хеншеля». Увидев истребитель, фашистский лётчик увеличил скорость и повернул на запад. Через 5 минут Артамонов догнал его. Воздушный стрелок открыл огонь по истребителю. Выбрав наиболее выгодное положение, Артамонов выпустил пулемётную очередь с короткой дистанции, которая прошила фюзеляж. «Хеншель» продолжал лететь. Артамонов вновь подошёл к разведчику на короткую дистанцию и открыл огонь, но после нескольких выстрелов очередь оборвалась. Тогда он направил свой истребитель на врага и таранил его. Удар пришёлся в фюзеляж. «Хеншель» загорелся и, разваливаясь, стал падать. При ударе Артамонов был тяжело ранен и не смог воспользоваться парашютом.
Указом Президиума Верховного Совета СССР «О присвоении звания Героя Советского Союза начальствующему и рядовому составу Красной Армии» от 27 марта 1942 года за «образцовое выполнение боевых заданий командования и проявленные при этом доблесть и мужество» удостоен посмертно звания Героя Советского Союза.

## Награды
- Медаль «Золотая Звезда» Героя Советского Союза
- Орден Ленина

## Память

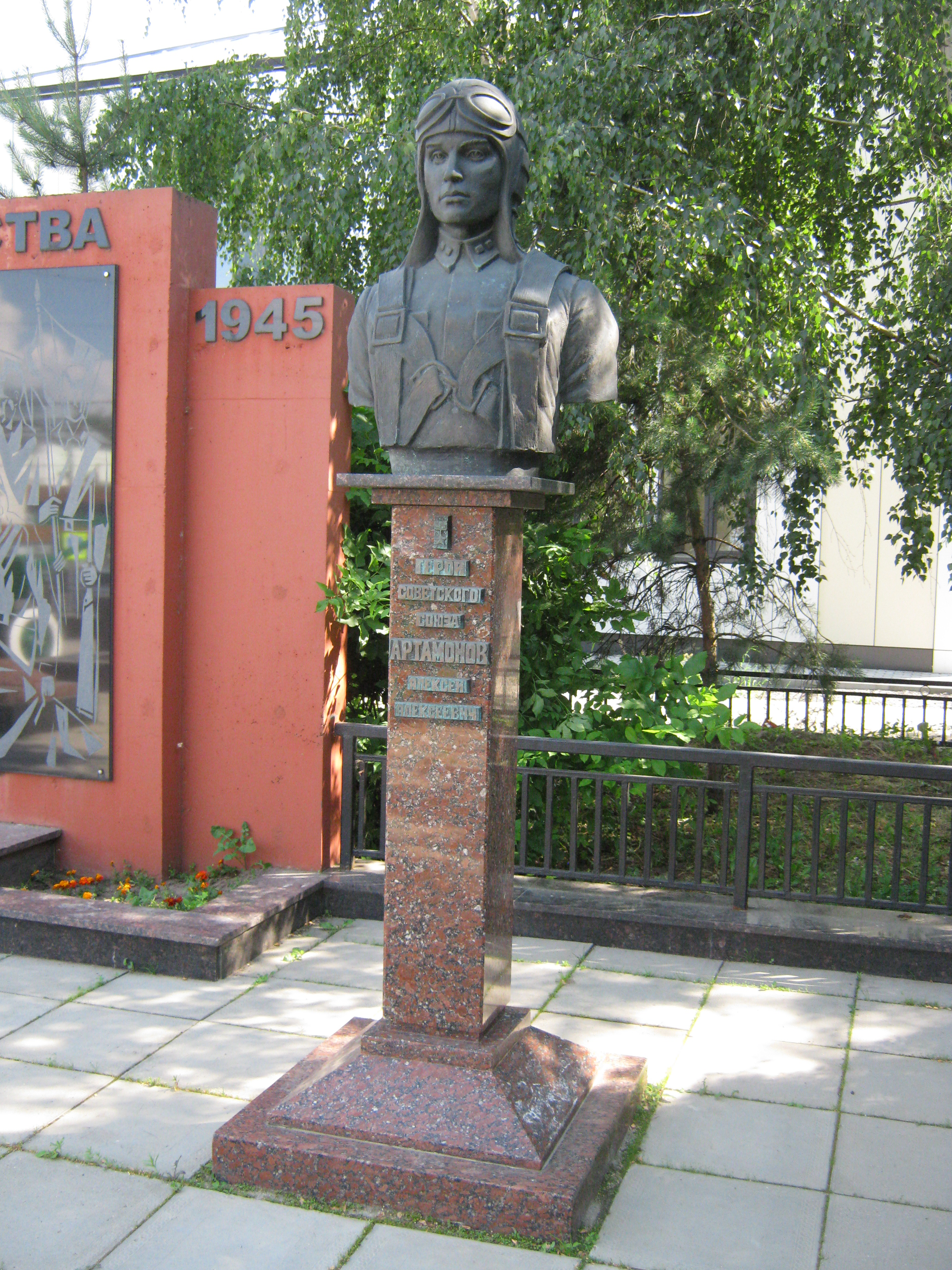
Бюст А. А. Артамонова в Павловской Слободе

- Похоронен в селе Чистополье Голованевского района Кировоградской области.
- Именем Героя названа улица в Москве.
- Имя Героя носила общеобразовательная средняя школа № 1156, ул. Гришина, 8, г. Москвы. С 1982 г. школа закрыта. Здание школы передано районному отделу социального обеспечения (РОСО), ныне это здание районного управления социальной защиты населения (РУЗСН) района «Можайский» и Центра социального обслуживания населения (ЦСО) района «Можайский» Западного административного округа г. Москвы.
- В селе Павловская Слобода Истринского района Московской области в сентябре 2015 года был открыт памятник-бюст Герою, созданный скульптором Денисом Петровым.